# Nymphalis fervida
Nymphalis fervida är en fjärilsart som beskrevs av Standfuss. Nymphalis fervida ingår i släktet Nymphalis och familjen praktfjärilar. Inga underarter finns listade i Catalogue of Life.